# Złota Kamera
Złota Kamera (fr. Caméra d’Or) – nagroda przyznawana na Międzynarodowym Festiwalu Filmowym w Cannes dla najlepszego kinowego debiutu reżyserskiego przez osobne jury. Niekiedy poza nagrodą główną przyznawane jest także wyróżnienie specjalne.

## Historia nagrody
Nagroda przyznawana jest od 1978. Ustanowił ją dyrektor generalny festiwalu, Gilles Jacob, w celu zachęcania debiutantów do realizacji kolejnych filmów kinowych. Początkowo, w latach 1978-1982, nagroda przyznawana była na podstawie głosowania krytyków filmowych goszczących na festiwalu. Jednakże ze względu na dużą liczbę filmów do obejrzenia w obrębie różnych festiwalowych sekcji postanowiono powołać osobne jury Złotej Kamery.
Niezależne międzynarodowe jury przyznaje nagrodę dla debiutanta, którego film prezentowany jest w ramach jednej z kilku festiwalowych sekcji (Selekcja Oficjalna, Międzynarodowy Tydzień Krytyki, Quinzaine des Réalisateurs).
Wśród nagrodzonych debiutantów, którzy zrobili później wielką karierę i weszli na trwałe do historii kina wyróżnić można m.in. Jima Jarmuscha, Dżafara Panahiego, Mirę Nair, Jaco Van Dormaela czy Steve’a McQueena.
Jak dotychczas nagrodę główną zdobywały najczęściej filmy produkcji amerykańskiej i francuskiej (po 8 tytułów). Niestety żaden polski debiut reżyserski nie został wyróżniony tą nagrodą.

## Laureaci Złotej Kamery
| Rok  | Kraj                                              | Tytuł polski                                      | Tytuł oryginalny                                                            | Reżyseria                                         |
| ---- | ------------------------------------------------- | ------------------------------------------------- | --------------------------------------------------------------------------- | ------------------------------------------------- |
| 1978 | Stany Zjednoczone                                 | Alambrista!                                       | Alambrista!                                                                 | Robert M. Young                                   |
| 1979 | Stany Zjednoczone                                 | Północne światła                                  | Northern Lights                                                             | John Hanson i Rob Nilsson                         |
| 1980 | Francja                                           | Historia Adriena                                  | Histoire d’Adrien                                                           | Jean-Pierre Denis                                 |
| 1981 |                                                   | Desperado City                                    | Desperado City                                                              | Vadim Glowna                                      |
| 1982 | Francja                                           | Śmierć trzydziestolatka                           | Mourir à 30 ans                                                             | Romain Goupil                                     |
| 1983 | Węgry                                             | Księżniczka                                       | Adj király katonát                                                          | Pál Erdőss                                        |
| 1984 | Stany Zjednoczone                                 | Inaczej niż w raju                                | Stranger Than Paradise                                                      | Jim Jarmusch                                      |
| 1985 | Wenezuela                                         | Oriana                                            | Oriana                                                                      | Fina Torres                                       |
| 1986 | Francja                                           | Czarne i białe                                    | Noir et blanc                                                               | Claire Devers                                     |
| 1987 |                                                   | Robinsonada                                       | რობინზონიადა ანუ ჩემი ინგლისელი პაპა Robinzoniada, anu chemi ingliseli Papa | Nana Dżordżadze                                   |
| 1988 | Indie                                             | Salaam Bombay!                                    | सलाम बॉम्बे! Salaam Bombay!                                                     | Mira Nair                                         |
| 1989 | Węgry                                             | Mój wiek XX                                       | Az én XX. századom                                                          | Ildikó Enyedi                                     |
| 1990 |                                                   | Zamrzyj, umrzyj, zmartwychwstań!                  | Замри, умри, воскресни! Zamri, umri, woskriesni!                            | Witalij Kaniewski                                 |
| 1991 | Belgia                                            | Toto bohater                                      | Toto le héros                                                               | Jaco Van Dormael                                  |
| 1992 | Stany Zjednoczone                                 | Mac                                               | Mac                                                                         | John Turturro                                     |
| 1993 | Wietnam                                           | Zapach zielonej papai                             | Mùi đu đủ xanh                                                              | Trần Anh Hùng                                     |
| 1994 | Francja                                           | Małe ugody z umarłymi                             | Petits arrangements avec les morts                                          | Pascale Ferran                                    |
| 1995 |                                                   | Biały balonik                                     | بادکنک سفيد Badkonake sefid                                                 | Jafar Panahi                                      |
| 1996 | Australia                                         | Miłosna serenada                                  | Love Serenade                                                               | Shirley Barrett                                   |
| 1997 | Japonia                                           | Suzaku                                            | 萌の朱雀 Moe no suzaku                                                      | Naomi Kawase                                      |
| 1998 | Stany Zjednoczone                                 | Rozgrywka                                         | Slam                                                                        | Marc Levin                                        |
| 1999 | Indie                                             | Tron śmierci                                      | മരണസിംഹാസനം Marana Simhasanam                                                   | Murali Nair                                       |
| 2000 |                                                   | Djomeh                                            | جمعه Djomeh                                                                 | Hassan Yektapanah                                 |
| 2000 |                                                   | Czas pijanych koni                                | کاتێک بۆ مەستیی ئەسپەکان Zamani barayé masti asbha                          | Bahman Ghobadi                                    |
| 2001 | Kanada                                            | Atarnajuat, biegacz                               | ᐊᑕᓈᕐᔪᐊᑦ Atarnajuat                                                          | Zacharias Kunuk                                   |
| 2002 | Francja                                           | Nad brzegiem morza                                | Bord de mer                                                                 | Julie Lopes-Curval                                |
| 2003 | Dania                                             | Rekonstrukcja                                     | Reconstruction                                                              | Christoffer Boe                                   |
| 2004 | Izrael                                            | Or                                                | אור Or                                                                      | Keren Yedaya                                      |
| 2005 | Stany Zjednoczone                                 | Ty i ja, i wszyscy, których znamy                 | Me and You and Everyone We Know                                             | Miranda July                                      |
| 2005 | Sri Lanka                                         | Zapomniany kraj                                   | සුළඟ එනු පිණිස Sulanga Enu Pinisa                                               | Vimukthi Jayasundara                              |
| 2006 | Rumunia                                           | 12:08 na wschód od Bukaresztu                     | A fost sau n-a fost?                                                        | Corneliu Porumboiu                                |
| 2007 | Izrael                                            | Meduzy                                            | מדוזות Meduzot                                                              | Szira Gefen i Etgar Keret                         |
| 2008 | Wielka Brytania                                   | Głód                                              | Hunger                                                                      | Steve McQueen                                     |
| 2009 | Australia                                         | Samson i Dalila                                   | Samson and Delilah                                                          | Warwick Thornton                                  |
| 2010 | Meksyk                                            | Rok przestępny                                    | Año bisiesto                                                                | Michael Rowe                                      |
| 2011 | Argentyna                                         | Akacje                                            | Las acacias                                                                 | Pablo Giorgelli                                   |
| 2012 | Stany Zjednoczone                                 | Bestie z południowych krain                       | Beasts of the Southern Wild                                                 | Benh Zeitlin                                      |
| 2013 | Singapur                                          | Ilo Ilo                                           | 爸媽不在家 Ilo Ilo                                                          | Anthony Chen                                      |
| 2014 | Francja                                           | Party Girl                                        | Party Girl                                                                  | Marie Amachoukeli, Claire Burger i Samuel Theis   |
| 2015 | Kolumbia                                          | Ziemia i cień                                     | La tierra y la sombra                                                       | César Augusto Acevedo                             |
| 2016 | Francja                                           | W pogoni za marzeniami                            | Divines                                                                     | Houda Benyamina                                   |
| 2017 | Francja                                           | Paryż i dziewczyna                                | Jeune femme                                                                 | Léonor Serraille                                  |
| 2018 | Belgia                                            | Dziewczyna                                        | Girl                                                                        | Lukas Dhont                                       |
| 2019 | Gwatemala                                         | Nasze matki                                       | Nuestras madres                                                             | César Díaz                                        |
| 2020 | Festiwal odwołany z powodu pandemii koronawirusa. | Festiwal odwołany z powodu pandemii koronawirusa. | Festiwal odwołany z powodu pandemii koronawirusa.                           | Festiwal odwołany z powodu pandemii koronawirusa. |
| 2021 | Chorwacja                                         | Murena                                            | Murina                                                                      | Antoneta Alamat Kusijanović                       |
| 2022 | Stany Zjednoczone                                 | Rumaki wojny                                      | War Pony                                                                    | Riley Keough i Gina Gammell                       |
| 2023 | Wietnam                                           | W żółtym kokonie                                  | Bên trong vo kén vàng                                                       | Phạm Thiên Ân                                     |
| 2024 | Norwegia                                          | Armand                                            | Armand                                                                      | Halfdan Ullmann Tøndel                            |

## Laureaci Złotej Kamery - Wyróżnienia Specjalnego
Nieregularnie jury Złotej Kamery przyznawało, poza nagrodą główną, także wyróżnienia specjalne dla zasługujących na szczególną uwagę debiutów reżyserskich.
| Rok  | Kraj              | Tytuł polski           | Tytuł oryginalny                                 | Reżyseria                       |
| ---- | ----------------- | ---------------------- | ------------------------------------------------ | ------------------------------- |
| 1989 | Indie             | Narodziny              | പിറവി Piravi                                       | Shaji N. Karun                  |
| 1989 |                   | Ostatnia droga Wallera | Wallers letzter Gang                             | Christian Wagner                |
| 1990 | Czechosłowacja    | Czas sług              | Čas sluhů                                        | Irena Pavlásková                |
| 1990 | Francja           | Farendj                | Farendj                                          | Sabine Prenczina                |
| 1991 | Australia         | Dowód                  | Proof                                            | Jocelyn Moorhouse               |
| 1991 | Kanada            | Sam i ja               | Sam & Me                                         | Deepa Mehta                     |
| 1993 | Południowa Afryka | Przyjaciółki           | Friends                                          | Elaine Proctor                  |
| 1994 | Tunezja           | Pałac milczenia        | صمت القصور Samt el qusur                         | Moufida Tlatli                  |
| 1995 | Stany Zjednoczone | Tu mówi Denise         | Denise Calls Up                                  | Hal Salwen                      |
| 1997 | Francja           | Życie Jezusa           | La vie de Jésus                                  | Bruno Dumont                    |
| 2002 | Meksyk            | Japón                  | Japón                                            | Carlos Reygadas                 |
| 2003 |                   | Osama                  | اُسامه Osama                                      | Siddiq Barmak                   |
| 2004 |                   | Gorzki sen             | خواب تلخ Khab-e talkh                            | Mohsen Amiryoussefi             |
| 2004 |                   | Uciec!                 | 路程 Lu cheng                                    | Yang Chao                       |
| 2007 | Wielka Brytania   | Control                | Control                                          | Anton Corbijn                   |
| 2008 | Rosja             | Wszyscy umrą, a ja nie | Все умрут, а я останусь Wsje umrut, a ja ostanus | Waleria Gaj Germanika           |
| 2009 | Izrael            | Ajami                  | עג'מי Ajami                                      | Scandar Copti i Jaron Szani     |
| 2022 | Japonia           | Plan 75                | プランななじゅうご Plan 75                       | Chie Hayakawa                   |
| 2024 |                   | Kundel                 | 白衣蒼狗 Baiyi cang gou                          | Chiang Wei Liang i You Qiao Yin |